# Саттер, Брэндон
Брэ́ндон Са́ттер (англ. Brandon Sutter; 14 января 1989, Хантингтон, Нью-Йорк, США) — канадский хоккеист, центральный нападающий. Является сыном главного тренера «Калгари Флэймз» Брента Саттера, член знаменитой семьи Саттеров.

## Карьера

### Клубная карьера
В юности Саттер играл за команду Западной хоккейной лиги «Ред Дир Ребелз», которую тренировал его отец, Брент. В сезоне 2006-07 он был выбран для представления сборной WHL на ежегодной ADT Канада-Россия Challenge. Кроме того, Саттер в 2007 году был выбран, чтобы играть в Матче всех звёзд CHL. В межсезонье Саттер был выбран на драфте НХЛ клубом «Каролина Харрикейнз» в 1 раунде под общим 11-м номером.
Конец сезона 2007/08 Саттер провёл в клубе АХЛ «Олбани Ривер Рэтс». В сезоне 2008/09 Брэндон дебютировал в НХЛ. Свою первую шайбу в НХЛ он забросил 23 октября 2008 года в ворота Марка-Андре Флери из «Питтсбурга». В следующей игре, 25 октября, Саттер получил сотрясение мозга после столкновения с нападающим «Нью-Йорк Айлендерс» Дагом Уэйтом. Саттер получил удар плечом в голову, когда он наклонился над свободной шайбой в нейтральной зоне. Хотя удар не был оценён каким-либо наказанием, он вновь вызвал дебаты в НХЛ на счёт ужесточения наказаний за удары в голову. Саттер вернулся на лёд, пропустив восемь игр чемпионата.
12 июля 2011 года Саттер подписал трехлетний контракт с «Каролиной» на сумму $ 6,2 млн..
22 июня 2012 года Саттер перешёл в «Питтсбург Пингвинз» в обмен на Джордана Стаала.
28 июля 2015 года Саттер был обменян в «Ванкувер Кэнакс».

### Международная карьера
Саттер широко представлял сборную Канады во время юношеской карьеры в возрасте от 18 и до 20 лет. Он участвовал в двух юниорских чемпионатах мира 2006 и 2007 годов, проиграв в матчах за 3-е место на обоих турнирах.
Вскоре после призыва в НХЛ летом 2007 года Саттер был выбран для представления сборной Канады на Суперсерии 2007. Он участвовал в восьми играх противостояния между Россией и Канадой, которую тренировал его отец, Брент. В седьмой игре, проходившей в его родном городе Ред-Дир, он забил гол и был назван игроком матча.
В 2008 году Саттер принял участие в молодёжном чемпионате мира в Чехии. Канада выиграла золото, одолев в финале сборную Швеции — 3:2 в овертайме. На турнире Брэндон отдал лишь одну результативную передачу в семи играх.

## Семья
Саттер является частью знаменитой хоккейной семьи Саттеров. Он является сыном Брента Саттера, который тренировал его в «Ред Дир Ребелз» и в сборной Канаде на Суперсерии 2007. Брент является бывшим главным тренером «Калгари Флеймз» и «Нью-Джерси Девилз». У него есть старший брат Меррик, который в настоящее время работает видеооператором в «Ред Дир» и младшая сестра, Брук.
Его двоюродный брат Бретт был его партнером по «Ред Дир». Он был выбран на два года раньше него на драфте НХЛ. в настоящее время Бретт играет в системе «Каролины», перейдя туда из «Калгари» 17 ноября 2010 года. Другой двоюродный брат, Броди, в настоящее время выступает в клубе WHL «Летбридж Харрикейнз». Он был выбран на драфте НХЛ 2011 года клубом «Каролина» под 193-м номером.

## Статистика
| Легенда | Легенда                    | Легенда | Легенда                   | Легенда | Легенда    |
| ------- | -------------------------- | ------- | ------------------------- | ------- | ---------- |
| И       | Количество проведённых игр | Штр     | Штрафное время            | +/−     | Плюс-минус |
| Г       | Голы                       | П       | Голевые передачи          | О       | Очки       |
| -       | Статистика неизвестна      | —       | Статистика не учитывалась |         |            |

## Достижения
| Год  | Команда       | Достижение                             | Достижение |
| ---- | ------------- | -------------------------------------- | ---------- |
| 2007 | Канада (мол.) | Победитель Суперсерии                  |            |
| 2008 | Канада (мол.) | Победитель молодёжного чемпионата мира |            |

| Год  | Команда        | Достижение                    | Достижение |
| ---- | -------------- | ----------------------------- | ---------- |
| 2007 | Ред-Дир Ребелз | Участник Матча всех звёзд CHL |            |